# スーパーボンバーマン5
『スーパーボンバーマン5』は1997年（平成9年）2月28日にハドソンが発売したアクションゲーム。スーパーファミコンのボンバーマンシリーズ最終作（第7作目）。
音楽はシリーズ楽曲を多く手掛ける竹間淳(スパボンシリーズでは『1』『3』『4』を担当)と『ボンバーマンGB』シリーズを手掛ける福田裕彦(スパボンでは『2』『4(編曲)』を担当)、編曲は『GB原人2』を手掛ける松前公高、アートデザインは『3』『GB2』『4』『サタボン』『GB3』を手掛けた水野祥司と吉見直人に加え、『GB3』でシリーズに参加した佐藤梢が担当している。
全ての隠し要素が最初から使える、限定版のゴールドメッキ版も存在する。

## 概要
スーパーファミコンにおけるボンバーマンシリーズの第7作目にして、最終作。シリーズお馴染みの乗り物キャラクター「ルーイ」が『スパボン3』以来の登場を果たす。「ノーマルゲーム」では『スパボン1～4』のステージを追体験できる上、新ステージも収録された形となっており、面数もこれまでのシリーズから格段に増加し、100を超える。「バトルゲーム」ではみそボンで相手を倒すとステージ上に復帰できる"みそボンドッジシステム"（スーパードッジシステム）とプレッシャーブロックの落下パターンがランダムに決定される"ランダムサドンデス"が新要素として追加されている。

## プロローグ
平和なボンバー星に突如危機が訪れた。自らを異次元の帝王と名乗る謎の男「テロリン」が現れ、宇宙一の警備の厳重さを誇る「ボンバー刑務所」から、あまりの凶悪ぶりに刑務所に入れられていた8人の「凶悪ボンバー」を脱獄させ自らの部下とし、侵略を始めた。ボンバーマンはボンバー星の平和を守るためテロリンの作り上げた異次元世界、「テロリンワールド」に挑む。

## ノーマルゲーム
ボンバーマンを操作し、爆弾を武器に数々のステージをクリアしていく。エリア内の敵を全滅させると次のエリアに進むためのワープホールが出現し、入ることでクリアとなる。これを繰り返していき、最終エリアをクリアするのが目的。今回はワープホールが複数出現する事があり、選んだワープホールによって次のステージが変化する。ステージには番号が割り振られているが、ルート分岐するため番号順に進むとは限らない。ワープホールの色は行き先が未クリアなら黄・クリア済なら紫になるため、ルート進行の参考にできる。
2人同時プレイも可能（1P=白ボン、2P=黒ボン）。メニューで選択する事もできるが、1人プレイ時にもう1つのコントローラのスタートボタンを押せば途中参加も可能。アイテムは1人プレイより多くなっているが、ほとんどのボスのHPが増える。
爆弾の爆風や、敵・攻撃トラップに触れたり、時間切れになるとミス。残機が減り、エリアの最初からやり直し（時間切れ以外なら2人プレイではどちらかが生き残っていれば続行できる）。基本的なものを除いたアイテムの効果も失われる。残機がなくなるとゲームオーバー。コンティニューは何度でも可能だが能力は初期状態に戻る。特定のアイテムや、一定以上の得点で残機が増える。2人プレイの場合、残機は2人で共有する（1人プレイからの途中参加の場合、参加時に残機を1消費する）。
エリアを1つクリアするごとに面クリア達成率が1%ずつ上昇する。エリアは全部で103 だが、全てのエリアをクリアし、面クリア達成率を100%にしなくてもグッドエンディングを見ることはできる。ゲームオーバーで「END」を選ぶか、最終ボスを倒してゲームを終了すると、面クリア達成率に応じた称号がもらえる（特殊なゲーム進行でもらえる称号もある）。
全エリアをクリアしたファイルを選択すると、もう一度攻略を最初からやり直す事になるが、これは『裏ステージ』であり、出現アイテムが追加されている（特に序盤から強力なアイテムが手に入る）。裏ステージの面クリア達成率も記録される。
本作では3つのセーブファイルが用意され、オートセーブで記録される。ロード時・ゲームオーバー時にクリア済のエリアを自由に選ぶ事が可能となった。過去のシリーズでコンティニュー及びおまけ要素に使われていたパスワード機能は、本作では完全に「おまけ要素を開くためのもの」として使われるようになった。

### ゾーン・エリアについて
「エリア」とはいわゆるステージのこと、「ゾーン」とは15のエリアとボスエリアをまとめた単位。
ゾーンは5つあり、ゾーン5以外は『スーパーボンバーマン』～『スーパーボンバーマン4』のステージを踏襲しており、これまでの『スパボン』シリーズ作品を追体験できる形となっている。ただしゲームとしての仕様は今作のものに変更されており、同じデザインでも特徴が異なる敵や仕掛けも多い。
ゾーン1
『スーパーボンバーマン』の舞台になった場所。BGMは同作のステージ1（ピースタウン）に使用されていた曲をアレンジしたもの。今回の『5』では最初のゾーンという事もあるが、そもそも元となった『1』のノーマルゲームではステージ自体に全く仕掛けがなく、地形もシンプルでオーソドックスだったことから、それをほぼそのまま取り入れたこのゾーンは基本的な地形で構成されたエリアが多い。敵キャラクターは、元々強敵だったキャラクターはこのゾーンの難易度に合わせて大幅に弱体化している。
ボスステージは1種類のみだが、ルートによって出口のパターンが3種類に変化するため、次のゾーンを踏破するには直前のステージ吟味も必要となる。
『スーパーボンバーマン』のステージ1-3から1-5、及びステージ4から6に当たるエリアは登場しない。
ゾーン2
『スーパーボンバーマン2』の舞台になった場所。BGMは同作のステージ1（城）に使用されていた曲をアレンジしたもの。『2』のノーマルゲームではステージに派手な仕掛けが登場し始めたため、それを取り入れている。ボスステージはルートによって2種類存在する。
『スーパーボンバーマン2』のステージ5に当たるエリアは登場しない。
ゾーン3
『スーパーボンバーマン3』の舞台になった場所。BGMは同作のステージ2（アチアチスター）に使用されていた曲をアレンジしたもの。『3』のノーマルゲームでの後半に登場したステージを基調にしたエリアでは攻撃的な仕掛けもそのまま登場している。その上にこのゾーンでは『3』にもあった狭い地形が多くなっている。敵キャラクターに関しては、序盤から終盤まで登場した敵をまんべんなくピックアップしており、特徴もそれほど大差は無い。ボスステージはルートによって2種類存在する。
ゾーン4
『スーパーボンバーマン4』の舞台になった場所。BGMは同作のステージ5-1から5-3で使用されていた曲をアレンジしたもの。『4』で倒すと乗り物になった敵キャラクターは一切登場しない。ルート分岐が異常に多く、何度もトライしなければ踏破できない。ボスステージはルートによって3種類存在する。このゲームはエンディングが2種類あるが、このゾーンのボスが分岐点となる。
『スーパーボンバーマン4』のステージ5（あくうかん）に当たるエリアはすべてボスステージであったためか、登場しない。
ゾーン5
最終ゾーン。エリア数は他のゾーンの倍（30エリア）となる。このゾーンは本作オリジナルであり、敵・仕掛けとも初登場の物がほとんど。エンディングによって行かれるエリアが2つに分断され、特にグッドエンディングに行けるルートは攻撃的な仕掛けが多く設置されている。待ち受ける最終ボスを倒すのが目的。
ゾーン?
ハニー&小鉄と戦うボス戦形式のゾーン。エリアはゾーン1～3に1つずつ存在する。厳密にはボスステージではないため制限時間無制限ではない。また、ここをクリアしても面クリア達成率には反映されない。

## バトルゲーム
アイテムでパワーアップしながら爆弾で他のボンバーマンを倒す、おなじみの対戦ゲーム。バトルロイヤルモード、マニアックモード、コンフィグバトルモードの3種類から選べる。
今作は、シリーズ初の「みそボンドッジシステム」を採用している。このシステムは、ルール設定でみそボン（時間前に倒され、場外から爆弾を投げて攻撃できるシステム）の参加を「スーパー」に設定すると、みそボン状態の時に生存中の他プレイヤーを自分の爆弾で倒せば、入れ替わり形式で復帰できるもの（能力は初期状態になる）。後の2Dボンバーマンのほとんどに採用されている。
ゴールドメッキ版限定で、みそボンの設定に「ハイパー」がある。「ハイパー」ではみそボンから復活する時に倒した相手のアイテムを引き継ぐことができる。
残り1分（1分設定の場合は残り40秒）の時にフィールドを狭くして決着を促すために降ってくる「プレッシャーブロック」は、通常ならステージを一定範囲まで狭くするだけだが、フィールドを全て埋め尽くす「サドンデス」に加え、今回は埋めるパターンが変化する「ランダムサドンデス」も登場している。
過去4作は爆風の音が火力に関係なく常に同じだったが、今作は爆風の音が、火力に合わせて変化するようになった。
キャラクターは普通のボンバーマンとストーリーモードのボスキャラの「凶悪ボンバー」、特定の条件を満たすと出現するゴールデンボンバーの10人から選べる。特殊な能力を持ったキャラクターはいない。
バトルロイヤルモード
通常の対戦形式。シングルマッチ（自分以外を倒す個人戦）とタッグマッチ（2チームに分かれて対戦）の2種類から選べる。今回シングル戦で優勝した者が挑戦できるボーナスゲームは「ボーリングボンバー」。ボウリングで倒したピン数に応じてアイテムがもらえる。
マニアックモード
ボンバーマンの耐久力や、出現する各種アイテムの数を設定できる。アイテム1種類につき0-9個まで調整可能で、ドクロは0-1個となり、合計60個まで。ルールは「1本」勝負・COMの強さ「ふつう」・制限時間「2分」・サドンデス「ランダム」・みそボン「スーパー」で固定。
コンフィグバトルモード
プレイヤーがオリジナルのボンバーマンを作成し、それらを使って対戦するモード。名前、キャラクター、色を設定可能。初期状態でアイテムを所持可能で、手持ちのポイントを消費して自由に設定する。10体までデータを保存可能なほか、設定内容をパスワードで表示するため、他のカートリッジで入力して流用することもできる。ただしステージ内にはルーイの卵以外にアイテムはなく、倒された者の所持品も一切ステージ内に出現しない。
パスワードを利用したバグ技が多く、明らかに異常な色設定、高すぎる能力を持つデータを作る事も可能（フリーズの危険がある組み合わせには注意が必要）。

### ルール設定
COM LEVEL
コンピュータが操作するキャラクターの強さを設定できる。通常はよわい/ふつう/つよいの3段階から設定できるが、特定のパスワードを入力することで最強のCOM LEVEL「スーパー」をアンロックできる。
BATTLE
対戦を行って何回勝利した人が優勝かを設定できる。1～5回。
TIME
1回の対戦の制限時間を設定できる。1～5分、∞（無制限）
サドンデス
プレッシャーブロックを最後（画面中央）まで降らせるか途中で止めるかを設定できる。ランダムにすると、複数の落下パターンの内から1つランダムに選ばれる。ON/OFF/ランダム。
みそボン
対戦中に先にやられたプレイヤーが、プレッシャーブロックが落ちてくる直前までステージの外周から爆弾を投げ入れ攻撃できるようにするかを設定できる。スーパーにすると、みそボンが他のプレイヤーを倒した際に復活することが可能。ゴールドメッキ版にのみ設定できるハイパーの場合は倒したプレイヤーのアイテムを引き継ぐことができる。ON/OFF/スーパー/ハイパー（ゴールドメッキ版のみ）。
ボーリングボンバー
シングルマッチの優勝者が、次の対戦開始時にアイテムを装備した状態でスタートできる。アイテムの種類はミニゲームの結果で決定する。ON/OFF。

### バトルステージ
バトルゲームでは全部で10のステージが用意されており、それぞれステージ内の仕掛けが違っている。さらに、スーパージョイカードを使用することなどでさらに3つの隠しステージが出現する。ノーマルゲームをコンプリートすると合計3種のパスワードが判明し、それを入力すると各ステージのバリエーションを計4種類に変化させられる。
本作では、対応するパスワードは一度入力すればバックアップに記録され、以後はショートカットコマンドを入力しながらステージを指定することで、パスワードを入力し直すことなく複数のバリエーションをその場で切り替えることができる（Lボタン、Rボタン、L+Rボタン、Xボタンのいずれかを押しながらAボタンで決定する）。入力したことのないパスワードに対応するショートカットコマンドは無効。
ステージ1 いつもの
仕掛けが一切ない、オーソドックスな基本ステージ。
唯一バリエーションが8つ存在する（エリアがアイテムで埋め尽くされるパターンが存在し、プレイするために必要なパスワードはゲーム内では明かされない。さらにそのバリエーションと他のバリエーションを組み合わせる事ができる）。マニアックモードでは必ずこのステージになる。
ステージ2 べるこんだい
ベルトコンベアーがあり、乗ったボンバーマンや置いた爆弾が流される（追跡ボムは影響を受けず、流れた爆弾はボムキックでは押し戻せない）。
ステージ3 やねでかくれんぼ
ところどころに屋根があり、隠れることができる。屋根自体は、真下のものが見えなくなる以外に特殊な仕掛けはない。
ステージ4 ライトが2つ
各ボンバーマンの位置と設置した爆弾以外は暗くてほとんど見えず、明かりは自動で動く2つのライトしかない。
ステージ5 すばやくはしるぜ
全員移動速度がとても速い状態でスタートする。ただしみそボン経由で復活すると初期状態になる。
ステージ6 ゆきだこおりだ!
「やねでかくれんぼ」と同じ要領でかまくらに隠れることができるほか、ソフトブロックを壊すことで画面上部の雪玉を転がすことができる（潰されるとダメージ）。通過するとヒビが入る床もあり、ヒビをさらに通ると穴が開いて通れなくなる。
ステージ7 まがるぜゴー
矢印が設置されており、ボムキックで蹴った爆弾が矢印の方向へ曲がる。上下ループする通路があるバリエーションもある。
ステージ8 トロッコにのろう
トロッコが1台置いてあり、線路上のソフトブロックやボンバーマンを蹴散らして進む（トロッコ乗車中は無敵）。轢いた相手にはダメージを与え、爆弾を轢くと即爆発する。線路をポイント切替できるバリエーションもある。
ステージ9 つうこうどめ
ステージ左右に磁石があり、作動した方向に設置した爆弾が流れてしまう（追跡ボムは影響を受けない）。
ステージ10 おどれファイアー
全員が、火力8・爆弾設置数5個の状態でスタートする（みそボン経由で復活すると初期状態になる）。コンフィグバトルモードでそれを上回る能力を設定した場合も反映される。ソフトブロックは一切ない。
ステージ11 へんなるーぷ
隠しステージその1。外周にワープポイントがあり、乗ると別のポイントにワープする。行き先はランダム。
ステージ12 からくりべるこん
隠しステージその2。ベルトコンベアーとワープホールがあり、ワープホールに爆弾を置くと別の地点へ爆弾を流すことができるが、ワープ先は「フィールドのどこか」であり完全にランダム。ワープホールは爆弾にしか作用しない。
ステージ13 ふしぎなトロッコ
隠しステージその3。トロッコの線路上にワープゾーンが設置されており、トロッコに乗っている場合のみ別の線路にワープする。行き先はランダム。

## パワーアップアイテム
ソフトブロック（爆弾で破壊できるブロック）を破壊したときに中から出現することがあり、取ればボンバーマンがパワーアップする。ほとんどはミスをした時に失われる。
1. 太字は、ノーマルモードにて、ミスをしても失われないもの。
2. 「ボムキック/ボム通過」および「貫通ボム/リモコンボム/追跡ボム/地雷ボム」は併用できず、最後に取ったものが優先される。
3. 括弧内の数字は、ノーマルモードにて、既に所持（ボムアップ等ストックできるタイプのアイテムは最大まで所持）している場合に入手すると獲得できる得点。

- ボムアップ（200）
設置できる爆弾の数が一つ増える。最大8つまで。
- ファイアー（200）
爆風の範囲が一段階あがる。最大8段階まで。 今作では一枚取るごとに爆発音も変化するようになった。
- フルファイアー（400）
1つ取るだけで火力が最大（8段階）になる。
- スピードアップ（200）
移動速度が上がる。最大10段階まで。バトルゲームでは初期値が1段階分高い。コンフィグバトルモードで設定できる能力値の範囲は1～8であるが、ノーマルゲームの初期値を1、最大値を10とすると2～9に該当する。
- ゲタ（400）
移動速度が下がる。スピードアップを1つも取っていない状態で最大−3段階まで。
- パワーグローブ（600）
足元にある爆弾を持ち上げて投げることができる。
- ボムキック（400）
設置した爆弾を蹴ってスライド移動できる。移動中にXボタンで強制停止できる。
- パンチ（400）
設置した爆弾を前方に弾き飛ばす。
- ボム通過（600）
設置した爆弾の上を通ることができる。
- ブロック通過（600）
ソフトブロックの上を通ることができる。ただしソフトブロックごと爆風に巻き込まるとミス。
- タマゴ
ルーイに乗れる。どのルーイが出るかはランダム。
- 地雷ボム（400）
最初に設置した1個が隠れて見えなくなり、踏むとおよそ0.75秒後に爆発する。自分が踏んでも反応する。なお、CPUは自分が仕掛けたもの、相手が仕掛けたもの問わず絶対に踏まない。
- 貫通ボム（400）
爆風がソフトブロックを貫く。爆発音も変化する。
- リモコン（800）
ノーマルモードとバトルのコンフィグモードのみ登場。設置した爆弾をBボタンでいつでも爆破できる。複数設置した場合は置いた順に爆発する。
- 追跡ボム（400）
本作初登場。設置後、爆発するまでの時間が長いが、敵が近づくと追尾モードになる。追尾モード中はボムキックを受け付けない（パンチで飛ばしても追跡モードは止まらない）。爆弾に作用するほとんどの仕掛けを受け付けない。
- 1UP（600）
ノーマルモードのみ登場。ボンバーマンの残機を増やせる。最大9。
- ハート（600）
ダメージを受けても一度だけ身代わりになる（さらに数秒間無敵）。ボスステージでのフィールド落下や時間切れに対しては無効。
- タイマー
ノーマルモードのみ登場。しばらくの間、残り時間と敵の動きを止める（敵に触れればミスになるのは通常通り）。敵が取得すれば逆にボンバーマンの動きを止められる。
- 無敵スーツ
16秒間無敵になれる。効果切れが近いと点滅が速くなる。

## ルーイ
ボンバーマンシリーズではおなじみのお助けキャラ。『スパボン3』以来の再登場。『ワルーイ』以外のキャラクターの名前は雑誌上で公募されたものが採用されている。タマゴを取ると乗ることができる。様々な色があるがランダムで決定され、Yボタンで色別に設定された特殊能力を使用できるほか、ダメージを受けてもルーイを身代わりにできる。今作では色以外に服装などの特徴が存在するほか、それぞれ専用ボイスが存在する。
- ケルーイ
サッカーボールが描かれたシャツを着た青いルーイ。『スパボン3』のブルールーイ同様、設置した爆弾を蹴り飛ばす（パンチと同じ）。
ネーミングは、蹴るから。
- ギャルーイ
頭に赤いリボンをつけた黄色いルーイ。『スパボン3』のイエロールーイ同様、ソフトブロックを蹴ることができる。
ネーミングは、ギャルから。
- ハネルーイ
ホッピングに乗った桃色のルーイ。『スパボン3』のピンクルーイ同様に1マス分を飛び越えるジャンプをして、爆風を避けたり地形を越えられる。今回はその場ジャンプも可能。
ネーミングは、跳ねるから。
- マジカルーイ
蝶ネクタイにシルクハットを被った紫色のルーイ。『スパボン3』のブラウンルーイ同様、手持ちの爆弾を前方に一気に並べる「ラインボム」を使う。
ネーミングは、マジカルから。
- マルーイ
丸々とした体の緑色のルーイ。『スパボン3』のグリーンルーイ同様、猛スピードで一直線に移動することができる。壁にぶつかるまで止まれない。
ネーミングは、丸いから。
- ナグルーイ
黄色いパンチグローブをつけた赤いルーイ。今作初登場。特殊なパンチで相手プレイヤーやゾーンボスの動きを一瞬だけ止める。ザコ敵や大型マシーンには効果がない。
ネーミングは、殴るから。
- ワルーイ
赤いサングラスをかけ葉巻を咥えた紺色の敵専用ルーイ。敵キャラクター専用のルーイが登場するのは今作が初。ノーマルゲームの海賊ボンバーや鉄仮面ボンバー、ボンバーノ男爵、ブンドリボンバーが乗っているが、特殊な能力は持っていない。
ネーミングは、悪いから。

## ドクロ
原則バトルモードのみの登場。取ると様々な異常を起こす。他のプレイヤーに接触すれば相手に効果を擦り付けて回復する。ドクロ以外のアイテムを取れば、回復する以外にドクロ自体をフィールドに捨てられる。爆風では壊れないが、爆弾を投げたり蹴ったりして潰せば消滅する。
症状は以下の通り。各症状の病名は全体的な仕様面が本作に近い『スパボン3』での名称を参考に記述したものである。
- 駿足病
  - 移動スピードが極端に速くなる
- 鈍足病
  - 移動スピードが極端に遅くなる
- 不能病
  - 爆弾を設置できなくなる
- 最低病
  - 設置できる爆弾が1つになり、火力も1ブロック分（最小）になる
- ゲリ
  - 自動的に爆弾を設置してしまう
- 止まれん病
  - 止まれなくなる
- せっかち症候群
  - 爆弾が爆発するまでの時間が短くなる
- のんびり症候群
  - 爆弾が爆発するまでの時間が長くなる
- リバース症候群
  - 十字ボタンの操作が逆になる

## 敵キャラ

### ゾーン1
プロペン - HP1、登場エリア…1・2
特徴がなく動きも遅い。
バクダ - HP1、登場エリア…3・6
時々立ち止まって爆弾に変身し、4マス分の火力の爆発を起こす。爆弾変身中は無敵（グラフィックは『1』のまま）。
センシャン - HP3、登場エリア…4
時々立ち止まって3マス分の炎を前方に出す（誘爆はしない）。
キエルン - HP1、登場エリア…5・6・10・11
時々透明に変身する（透明中は動かないが無敵）。
パクパ - HP1、登場エリア…7・8・10
同じラインに爆弾があると近づいて食べる。
キンカル - HP1、登場エリア…8
ゾーン1の敵の中ではややスピードが速いが、他に特徴はない。
ヨロイス - HP4、登場エリア…9・11
障害物にぶつかるまで直進し、ぶつかると必ず一定方向に90°方向転換する。ボンバーマンが同じラインにいると突進する。今作では原作では出ないステージにも登場する。
ケイビン - HP2、登場エリア…12～15
動きは遅いが、ソフトブロックを通過する。

### ゾーン2
マグネヘル - HP1、登場エリア…1～4
ボンバーマンが同じラインの一定距離内にいるとマグネットで吸い寄せる（吸引にはほとんど抵抗できない）。
Mr.モアイ - HP2、登場エリア…1～3
動きが遅い上、障害物にぶつかったときは原則的に180°方向にしか転換しない。
ファイバー - HP1、登場エリア…6・8
時々立ち止まって上下か左右の1マス分に炎を出す（誘爆はしない）。
ジッポー - HP2、登場エリア…5～8
1回ダメージを与えると、移動スピードが速くなる。爆弾のような形をしているが誘爆はしない。
ペタン - HP1、登場エリア…9～11
ペンギン。同じラインにボンバーマンがいると滑って突進してくる。
ネムネム - HP2、登場エリア…9～11
黄色いボールのような敵。時々眠って動かなくなる。
ロボダッシュ - HP2、登場エリア…12～15
1回ダメージを与えると、移動スピードが速くなる。
ビビン - HP2、登場エリア…4・7
ヘッドフォンをした敵。時々立ち止まって周囲1マス分に電流を出す（誘爆はしない）。今作では原作では出ないステージにも登場する。

### ゾーン3
ドラゴンフライ - HP1、登場エリア…1・6
低速だがソフトブロックを通過する。命名由来であるトンボとは容姿が異なる。
グレイン - HP1、登場エリア…2・3
火の玉のような敵。時々立ち止まって2マス分に分身を出す。分身は爆弾を誘爆させる。
クラゲダール - HP1、登場エリア…4・5
時々立ち止まって周囲1マス分に電流を出す（誘爆はしない）。
マタンゴ - HP1、登場エリア…7～10
同じラインに立つと毒の胞子を撃つ。
ピグミン - HP1、登場エリア…11
3マス分の鎖を伸ばして攻撃する。
コロポックル - HP1、登場エリア…11
時々丸まり、1マス置きのジャンプで地形や炎を飛び越える。滞空中は無敵。
メカダッシュ - HP1、登場エリア…2・3・12～15
近づくとスピードが上がり、以降は追跡し続ける。今作では原作では出ないステージにも登場する。
メカロボイド - HP2、登場エリア…12～14
そのまま待機しているか、ソフトブロックに変身しており、周囲1マスに近づくか爆風を当てると動き出す（この時の爆風はダメージにはならない）。ひたすら追跡しながら、両腕で左右1個分のソフトブロックを破壊する。

### ゾーン4
小魔人 - HP1、登場エリア…1・2
埴輪。気まぐれに動き回る以外に特徴はない。
原人ウッホ - HP1、登場エリア…3～6
原人ジェネレータを破壊しない限り何度でも現れる。動き自体は遅いが、同じラインに立つと近づいてくる。
ちび丸(緑) - HP1、登場エリア…7
ボンバーマンが近づくと、手裏剣を投げてくる。
ちび丸(青) - HP1、登場エリア…8
爆弾を置くとジャンプして回避する（前方のみだがリモコン爆弾にも反応する）。
ちび丸(赤) - HP1、登場エリア…9
時々立ち止まって5マス分の火力の爆弾に変身して爆発する。爆弾変身中は無敵。
ミサイルマン - HP1、登場エリア…8・9
倒すとミサイルに変形して上空に発射、着地と同時に6マス分の炎の爆発を起こす（誘爆もする）。着地点は事前に映る。
スカンプー - HP1、登場エリア…10～13
時々おならをする。おならに炎が当たると引火して爆発を起こす（誘爆もする）。
ペッタン - HP2、登場エリア…11～13
同じラインに爆弾があると近づき、ハンマーで叩いてアイテムに変える。
ドロンパ - HP1、登場エリア…14・15
時々別の位置に瞬間移動する。
エスパー - HP1、登場エリア…14・15
爆弾があると、念力を爆弾に向けて発射する。爆弾と念力が重なると強制的に爆発する。念力使用中は無敵。
ローギアン - HP2、登場エリア…F・G・Hおよび、ゾーン5の24～26・29・30
低速だが、同じラインに立つとボンバーマンを追跡する。ゾーン4に登場する敵としては例外的に、『スパボン4』に登場しなかったキャラクター。

### ゾーン5
ラージオン - HP1、登場エリア…1～4
常にボンバーマンを追跡するほか、電波塔からの電波を受けると周囲1マス分に電波を発射してボンバーマンの動きを止める。電波発射時は無敵で、電波塔を壊さない限り無限に出てくる。
マイクン - HP1、登場エリア…1～3
目立った特徴はない。コードをバネのようにし、ジャンプするようにも見えるが滞空はできない。
ドール - HP2、登場エリア…5～8
低速だが同じラインに立つと近づいてくる。ドールジェーターを壊さない限り無限に出てくる。
トケーイ - HP1、登場エリア…5・6
突然立ち止まって3マス分の鳩時計を前方に出す。
コモリン - HP1、登場エリア…12～14
前方に爆弾があると立ち止まって翼を閉じて防御し、一時的に無敵になる。
テンメイ - HP2、登場エリア…12～15
同じラインに爆弾があると近づき、カメラで撮影してアイテムに変える。名前の由来は加納典明から。
パシャーン - HP1、登場エリア…9～11
ボンバーマンを追跡しながらジャンプ移動する。低速だが滞空中は無敵。
ヒョローイ - HP2、登場エリア…9～11
ボンバーマンを追跡しながら、時々立ち止まって2マス分の炎を発射する（誘爆はしない）。
ドクタマゴン - HP1、登場エリア…19～23
ソフトブロックに変身していて、爆破すると正体を現す。低速なうえに時々停止する。倒した時にフィールドにタマゴがなければタマゴを落とす。
タマゴン5 - HP2（パーツはHP1）、登場エリア…17～20
本体が4つのパーツをぶらさげており、パーツを先に壊すと全てが分離してスピードも上がる。本体を倒した時にフィールドにタマゴがなければタマゴを落とす。
バクダン5 - HP2(パーツはHP1)、登場エリア…16・18・22・23
本体が4つのパーツをぶらさげており、パーツを先に壊すと全てが分離してスピードも上がる。本体を見た目に反して爆発はしない。倒すとアイテムを落とす。
ショベルン - HP2、登場エリア…24～26
同じラインに爆弾があると近づき、パワーショベルで後方へ放り投げる。
トップギアン - HP2、登場エリア…24～26・29～30
スピードが速く、同じラインに立つとボンバーマンを追跡する。
ピュルル - HP1、登場エリア…27・28
時々3ブロック分、体を伸ばし、ボンバーマンを舐めようとして攻撃してくる。
ナメナメ - HP1、登場エリア…27・28
黄色いモヒカンと唇が特徴の青色の敵。爆弾に近寄っていき、舌を出し爆弾を舐めて消してしまう。

### ゾーン?
ハニー - HP2、登場エリア…1～3
同じラインに立つと銃を撃つほか、7マス分爆弾を弾くパンチを使う。
コテツ - HP2、登場エリア…1～3
ボンバーマンを追跡し、1マス以内に近づくと刀で斬るほか、7マス分爆弾を弾くパンチを使う。

## ボス
ボンバーマンキャラクター一覧#『スーパーボンバーマン5』 (SFC)も参照。
今作のボスキャラクターは一部を除いてバトルモードと同じ形式なので、触れるだけではダメージを受けない。倒すことで次のゾーンに進むことができる。バトルモードと同じ形式のボスは倒すと固有のアイテムを落とす。
ボンバーワン - HP2、登場エリア…ゾーン1のA
高速で動きながら、時々立ち止まって地雷ボムを設置する（4つ以上設置している場合を除く）。倒すと1UPを落とす。
デイブボンバー - HP4、登場エリア…ゾーン2のB
パンチを所持し、ソフトブロックを生成して盾代わりにする。倒すとパンチを落とす。
ガリーボンバー - HP3、登場エリア…ゾーン2のC
追跡ボムとボムキックを持つ。倒すとボムキックを落とす。
海賊ボンバー - HP4、登場エリア…ゾーン3のD
手下ボンバーと共に出現。ワルーイに乗って登場する。時々アイテムの「ゲタ」を時々ばら撒く。ルーイを撃破してから手下ボンバーを先に倒すと、数秒間停止する。海賊と手下を両方倒すとリモコンを落とす。
手下ボンバー - HP2、登場エリア…ゾーン3のD
海賊ボンバーと共に出現。特殊な能力はない。海賊ボンバーを先に倒すと、数秒間停止する。
マッスルボンバー - HP6、登場エリア…ゾーン3のE
パワーグローブを所持している。倒すとパワーグローブを落とす。
鉄仮面ボンバー - HP5、登場エリア…ゾーン4のF
ワルーイに乗り、ローギアンと共に出現。貫通ボム・パンチ・キックなどを使うほか、ローギアンが2体以下なら立ち止まって新たに召喚する。倒すと貫通ボムを落とす。
ボンバーノ男爵 - HP4、登場エリア…ゾーン4のG
ワルーイに乗り、ローギアンと共に出現。時々立ち止まってアイテムをばら撒く。倒すと追跡ボムを落とす。
ブンドリボンバー - HP4、登場エリア…ゾーン4のH
ワルーイに乗り、ローギアンと共に出現。ボム通過・ブロック通過を持ち、ボンバーマンに触れるとアイテムを1個ばら撒かせる。倒すとブロック通過を落とす。
ジリリンガー - HP5、登場エリア…ゾーン5のI・J
最終ボス第1形態。左右の射出口から爆弾を大量にばら撒く。弱点は射出口。触れるだけでダメージになる。
ベルローラー - HP5、登場エリア…ゾーン5のI・J
最終ボス第2形態。ベルをローラー代わりにして突撃したり、重量を活かした地震を起こす。弱点はアーム。触れるだけでダメージになる。
テロリン - HP5、登場エリア…ゾーン5のI
最終ボス第3形態。パワーグローブを持ち、高速で動く。時々バリアを張って、アイテムの「タイマー」をばら撒く。テロリンがそのタイマーを取るとボンバーマンが一定時間操作不能になり、目の前に爆弾を置いてくる。位置取りによってはこの爆弾は避けられない。逆にボンバーマンが取るとテロリンの動きが止まる為、そこを狙うのが効果的。バリアは触れるとダメージになる。

## 関連書籍
- スーパーボンバーマン5 ハドソン公式ガイドブック
  - 1997年、小学館発行、ISBN 4-09-102573-0。むさしのあつしによる4コマ漫画が掲載されている。